# Mariano Silva
Mariano Silva y Aceves (La Piedad Michoacán, Michoacán, 1887 – 1937) fue un novelista, filólogo y cuentista mexicano. Estudió su último año de carrera en la Escuela Nacional de Jurisprudencia donde obtuvo su título de abogado en 1913. Veinte años después obtuvo el grado de doctor en la Facultad de Filosofía y Letras de la UNAM.
Fue docente en la Escuela Nacional Preparatoria y en la Escuela Nacional de Altos Estudios.
Ocupó el cargo de rector interino de la Universidad Nacional Autónoma de México de octubre a diciembre de 1921. Impulsó el estudio e investigación de la lingüística, así como la creación de las carreras de lingüística romántica y lingüística de idiomas indígenas de México.
Falleció en el año de 1937.

## Labor con lenguas indígenas en México
Silva y Aceves fue un intelectual preocupado por la educación rural en México, especialmente en las regiones donde se hablaba poco español. En 1933, creó el Instituto Mexicano de Investigaciones Lingüísticas, incentivando a otros académicos a trabajar en el campo de las lenguas indígenas mexicanas y a publicar en la revista Investigaciones Lingüísticas, que editó hasta su muerte en 1937.
A partir de 1959, el Instituto Lingüístico de Verano ha publicado una serie de vocabularios y diccionarios indígenas nombrada en honor a Silva y Aceves.
Los fundadores del Instituto Lingüístico de Verano (William Cameron Townsend y Kenneth Lee Pike) fueron colaboradores de Investigaciones Lingüísticas.